# 林田スマのおかあさんにバンザイ
林田スマのおかあさんにバンザイ（はやしだすまのおかあさんにばんざい）はRKB毎日放送（RKBラジオ）で放送されている夕方のトーク番組である。

## 番組概要
毎週、リスナーが電話またはスタジオに出演し、リスナーの母親の思い出話を語る。

また、番組の後半になると、出演しているリスナーの母親との思い出の曲をリクエストすることになっている。

## 放送時間
- 土曜日 17:05～17:20（JST）

## パーソナリティ
- 林田スマ